# 日本診療放射線技師会
公益社団法人日本診療放射線技師会（こうえきざいだんほうじん にほんしんりょうほうしゃせんぎしかい）は、診療放射線技師によって構成される職能団体。1947年（昭和22年）に設立され、法人の設立は1951年（昭和26年）である。放射線療法に関する啓蒙、啓発活動や診療放射線技師の利益を守るための社会的活動などを行っている。診療放射線技師は強制的に加盟する必要はない。2012年まで公益社団法人日本放射線技師会と称した。

## 事業
本会は次の事業を行う（定款第4条）。
- 診療放射線学及び診療放射線技術の向上発展に関する事業
- 診療放射線学に関する研究と啓発に関する事業
- 放射線診療の安全確保に関わる事業
- 診療放射線技師の生涯教育に関する事業
- その他，本会の目的達成に必要な事業

## 入会資格
- 診療放射線技師及び診療エックス線技師

## 会員数
- 約31,500人（平成18年1月現在）

## 政界との関係
2013年参院選・2016年参院選において自由民主党の候補者として畦元将吾を擁立、日本放射線技師連盟の会合で会員に自民党への支持を要請
、安倍晋三首相、田村憲久厚生労働相、石破茂自民党幹事長等から推薦を受けたが落選した。その後畦元は2017年衆院選で比例中国ブロックに名簿搭載されたが次点で落選した。2019年7月11日、三浦靖の2019年参院選出馬に伴う議員辞職により繰り上げ当選し畦元は衆議院議員となった。畦元は2021年衆院選の比例中国ブロックで再選した。

## リンク
- 公益社団法人日本診療放射線技師会